# Secu (Caraș-Severin)

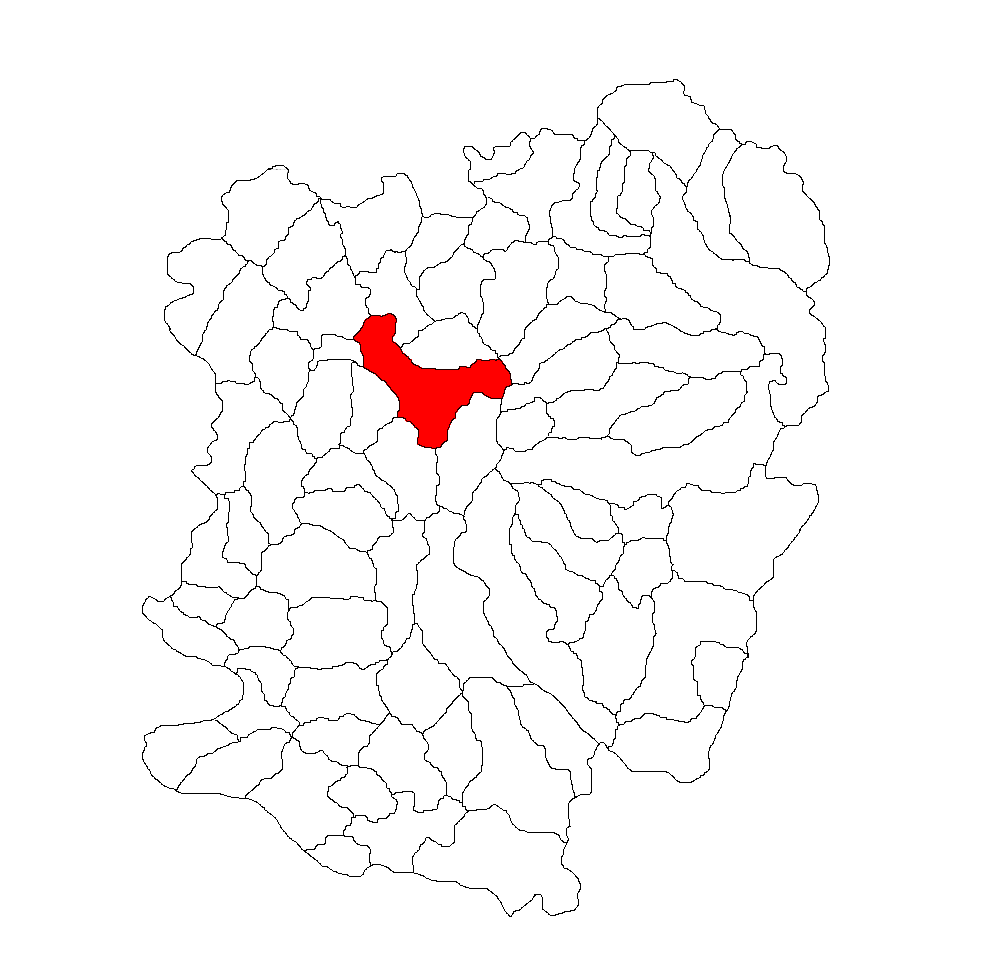
Lage von Reșița im Kreis Caraș-Severin

Secu (auch Secul; deutsch Sekul, ungarisch Szék oder Kemenceszék) ist ein Ort im Kreis Caraș-Severin in der Region Banat in Rumänien.

## Lage
Der Ort gehört verwaltungstechnisch zur Stadt Reșița (Reschitz). Sekul ist ein kleines Bergdorf, das etwa 5 Kilometer südöstlich der Stadt Reschitz liegt, am nördlichen Rand des Anina- und an den Ausläufern des Semenic-Gebirges.

## Nachbarorte
| Reșița   | Târnova                                     | Râul Alb |
| Doman    | Kompassrose, die auf Nachbargemeinden zeigt |          |
| Cuptoare | Semenic-Gebirge                             | Văliug   |

## Geschichte
1795 wurde in der Sekuler Gegend (am Sekuler Berg), nahe dem Nachbardorf Cuptoare (Kuptoare) Steinkohle entdeckt. Einige Jahre später, als man anfing diese Kohlevorkommen zu fördern, wurde hier die Kolonie Sekul gegründet. In der Gründungszeit bestand die Kolonie aus wenigen, notdürftig errichteten Hütten. Die ersten Siedler waren Bergmänner aus dem ehemaligen Oberungarn, heute Slowakei.
Der erste Pächter der Sekuler Zeche war der Reschitzaer Georg Herglotz, der die Stollen „Johann Nepomuk“ und „Heiliger Georg“, im Tal „Râul Alb“ eröffnete. Somit kann man Georg Herglotz als Gründer der Bergwerksiedlung Sekul ansehen. Der Berg, an dessen Fuße die Kohlengrube entstand, hat bis in der Gegenwart seinen Namen behalten.
Nach und nach wurde die Siedlung vergrößert, mit weiteren Bergarbeitern aus der Zipser Region (Slowakei, siehe Zipser in Rumänien), aber auch aus der österreichischen Steiermark und aus Südtirol.
Als das Bergwerk später in den Besitz der Wiener StEG-Gesellschaft überging, baute diese für ihre Arbeiter einheitliche Häuser mit jeweils 2 Zimmern. 1870 verteilte die StEG an verdiente, ältere Grubenarbeiter „Plätze“ (Grundstücke), auf denen diese dann ihre eigenen Häuser errichteten.
1862 wurde die Bergwerksiedlung Sekul mit dem Nachbardorf Kuptoare in einer administrativen Einheit verschmolzen: „Kuptore-Szekul“, in ungarischer Sprache.
Das Dorf wurde 1918, nach dem Ersten Weltkrieg und der Auflösung Österreich-Ungarns mit dem Übergang der Region Banat an Rumänien, in Secul (später Secu) umbenannt.